# 조상희의 생활법률
조상희의 생활법률은 대한민국의 방송국 MBC 표준FM(수도권 FM 95.9㎒, AM 900㎑)에서 매일 아침 9시 5분부터 9시 10분까지 방송했던 라디오 생활법률 프로그램이다. 2006년 4월 23일 자로 6년 만에 폐지되었다.

## 프로그램 소개
- 조상희의 생활법률은 누구에게나 일어날 수 있는 일이지만 법에 대해서는 잘 몰라 궁금해 하실 법안이 이들에 대해서 다루도록 한다.

## 진행자
- 건국대학교 변호사 조상희